# Klekljanje
Klekljanje je obrt pri kateri klekljar-ica, s kleklji izdeljuje čipko.
Pripomočki za klekljanje so: blazina, ki je napolnjena z žagovino, košarica, ki se prilega blazini, klekeljni, sukanec, nerjaveče bucike, papir (na njem je bila s svinčnikom narisana čipka) ter kvačka.

## Zgodovina
Klekljanje se je v naših krajih rodilo v Idriji, dokončno se je razvilo v Spodnji Idriji, Trnovskem gozdu, Cerkljanskem, Ljubljani ter Selški dolini. Najbolj je bilo razširjeno na Žirovskem, kjer so leta 2006 proslavili 100 letnico. Klekljarice so delale: pozimi ob petrolejki, poleti pa na dvorišču, na soncu. Klekljale so predvsem ženske ter otroci (le redkokdaj so klekljali moški). Med tem, ko so klekljarice klekljale so se pogovarjale, pele,se družile ter učile klekljanja. Včasih so klekljali predvsem za cerkve, za služenje denarja, za osnovne življenjske potrebščine.
Otroke so že pri petih letih učili klekljati saj so za učenje porabili kar 5 let. V Idriji je Ivanka Ferjančič odprla čipkarsko šolo, v katero so zahajale klekljarice iz širšega območja Idrije. Prav tako so v šolo hodile klekljarice, ki so se hotele naučite novih motivov. Leta 1873 je eno klekljanje stalo 50 krajcarjev. Klekljanje se ohranja kot ljudski običaj in ga najdemo v muzeju Idrija ter v muzeju Železniki. Otroci se v šolah učijo klekljati preko izbirnih predmetov.